# Якимов, Григорий Протасович
Григорий Протасович Якимов — советский военный, государственный и политический деятель, участник Польского похода и Великой Отечественной войны генерал-лейтенант (29.04.1970).

## Биография
Родился 6 ноября 1912 года в Елисаветграде (ныне г. Кропивницкий, Украина). Украинец. Член ВКП(б) с 1939 года (п/б № 2760780).
Образование. Окончил ВПУ (1939), КУКС при ВПА (1943).
2 октября 1934 года призван в РККА Шепетовским РВК, Каменец-Подольская область, Украинская ССР.
Со 2 октября 1934 года по 30 марта 1935 года — курсант полковой школы 12-го стрелкового полка 4-й стрелковой дивизии (Белорусский ВО).
С 30 марта 1935 года по 2 мая 1937 года в запасе.
Со 2 мая 1937 года — старшина — заведующий делами строевой части 186-го зенитно-стрелкового полка (Киевский ВО).
С 1 октября 1938 года по 6 ноября 1939 года — слушатель Полтавского Военно-политического училища РККА им. М. В. Фрунзе.
С 6 ноября 1939 года — политрук батареи 58-го гаубичного артиллерийского полка 13-й стрелковой дивизии (Белорусский ВО), политрук (09.11.1939). С 4 февраля 1940 года — политрук-преподаватель артиллерийских КУКС (Белорусский ВО).
С 1 сентября по 23 октября 1940 года — слушатель окружных курсов по подготовке преподавателей истории ВКП(б). С 23 октября 1940 г. — преподаватель истории Лепельского миномётного училища.
Начало Великой Отечественной войны встретил в занимаемой должности. В июне — июле 1941 года в составе Лепельской группы принимал в обороне Лепеля, затем занимал оборону на участке Улла — Бешенковичи. Затем вместе с другими вышедшими из боя курсантами и преподавателями переброшен в эвакуацию в Барнаул. С 4 июня 1942 года — Заместитель начальника политотдела Лепельского миномётного училища, старший политрук (27.06.1942).
С 1 октября 1942 года по 31 января 1943 года — слушатель курсов помощников командиров полков по политчасти при Военно-политической академии РККА им. И. В. Ленина, капитан (31.01.1943). С 31 января 1943 года — в резерве политсостава Глав ПУРа.
С 1 октября 1944 года — Заместитель командира 355-го гвардейского тяжёлого самоходно-артиллерийского полка по политчасти, майор (14.11.1944).
С 7 февраля 1948 года — Заместитель командира 57-го гвардейского танкового полка по политчасти 18-й гвардейской механизированной дивизии, подполковник (22.04.1949). С 5 октября 1950 года — начальник политотдела 9-й танковой дивизии 1-й гвардейской механизированной армии, полковник (31.12.1952). С 28 октября 1953 года — Начальник политотдела 64-й гвардейской механизированной дивизии (Киевский ВО). С 23 сентября 1954 года — Начальник политотдела 14-й гвардейской тяжелой танковой дивизии (Киевский ВО). Со 2 января 1956 года — Заместитель начальника политуправления Киевского ВО. С 18 июня 1958 года — 1-й заместитель начальника политуправления Закавказского ВО, генерал-майор (25.05.1959). С 30 августа 1961 года — Член военного совета, он же начальник политуправления Сибирского ВО. С 30 мая 1964 года — в распоряжении Глав ПУРа.
С 28 июля 1964 года — Заместитель начальника политуправления Одесского ВО. С 22 мая 1967 г. — Начальник политотдела, он же заместитель начальника Военной академии Бронетанковых войск СА по политчасти, генерал-лейтенант танковых войск (29.04 1970). С 25 ноября 1973 г. — в распоряжении Глав ПУРа.
Уволен в отставку 5 апреля 1974 года по ст. 60 б (по болезни).
Умер 19 июня 1976 года. Похоронен на Кунцевском кладбище.

## Награды
два Ордена Красного Знамени (29.09.1944, 30.12.1956), Орден Отечественной войны I степени (30.04.1945), Орден Красной Звезды (13.06.1952).
Медали: «За боевые заслуги» (30.04.1947), «За победу над Германией в ВОВ 1941—1945 гг.», «За взятие Берлина», «За освобождение Праги».
- Иностранные награды[4].
- Медаль «За Одру, Нису и Балтику»
- Орден «Возрождение Польши» V класс — Кавалерский (рыцарский) крест (06.10.1973)

## Память
- Имя воина увековечено в Главном Храме Вооружённых сил России, и навсегда запечатлено на мемориале «Дорога памяти»[5]